# Кекки (село)
Кекки, или Коки — высокогорное село (развалины) в Джейрахском районе Республики Ингушетия Российской Федерации. Входит в сельское поселение Гули. Родовое село ингушского тейпа Кокурхой.

## География
Расположено на лесной поляне склона горы Черехкорт, левого берега реки Гулой-хи, недалеко от границы с Грузией. Ближайшие селения: на северо-востоке — Вовнушки, на юге — Нелх, на северо-западе — Пуй, в долине реки Асса. 

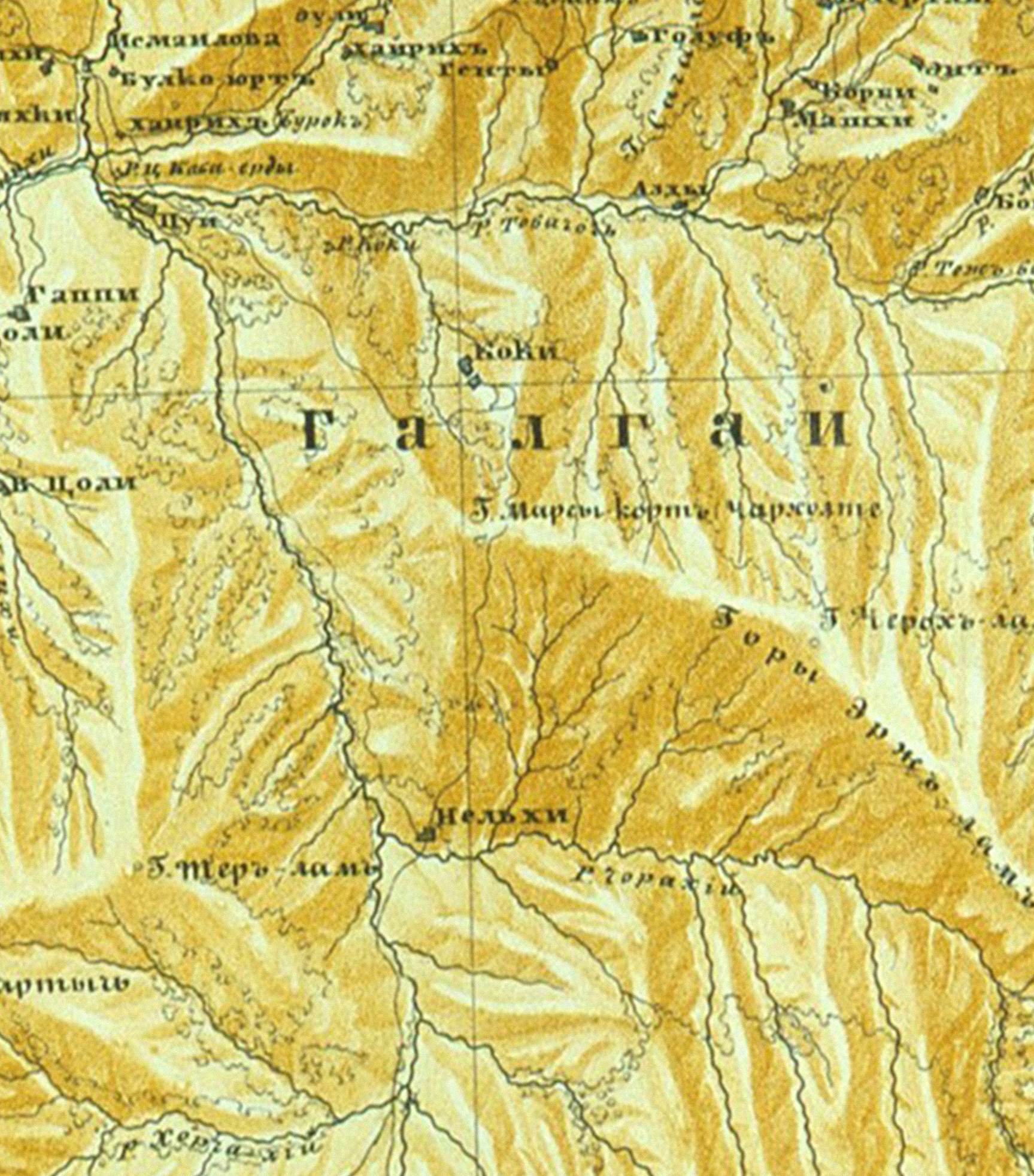
Коки на топографической карте середины XIX века, расположенное вдоль берегов рек Асса и Гулойхи.

## История
Башенный посёлок Коки был построен не позднее XVI века. Состоит из руин боевой башни и шести жилых башенных строений, в прошлом объединенных посредством каменной оборонительной стены в единый замковый комплекс. На соседнем склоне, через горный ручей — руины еще сооружений, обычно называемые «Верхний Коки», которые хорошо видны из Гулойхийского ущелья. Из поселка происходят Кокурхоевы, Мархиевы, Мухиевы, Халмурзиевы, Орцхановы, Шоулиевы и другие ингушские фамилии, относящиеся к роду Кокурхой. Местные мужчины в прошлом считались отличными воинами и охотниками, опытными скотоводами и пчеловодами, а девушки  — мастерицами-портнихами, хорошо знавшими тонкости золотого и серебряного шитья.
Башни поселка Коки были взорваны царскими войсками осенью 1910 года, за укрывательство в этих местах абрека Зелимхана. В 1911 году жители Коки (Кек) и соседнего поселка Нелх были высланы в Иркутскую и Енисейскую губернии. В 1913-м году репрессированные были реабилитированы, и вернулись на родину, однако восстановить башни не удалось.

## Население
| 1926 | 2010 |
| ---- | ---- |
| 16   | ↘0   |

В 1890 году 8 дворов, 32 чел.